# Crepuscolo d'amore (film 1922)
Crepuscolo d'amore (Outcast) è un film muto del 1922 diretto da Chester Withey (con il nome Chet Withey).
Adattamento di Outcast di Hubert Henry Davies, un lavoro teatrale rappresentato dal novembre 1914 al marzo 1915 al Lyceum Theatre di New York con protagonista la stessa Elsie Ferguson. La storia venne ripresa in due rifacimenti per lo schermo: nel 1928, la First National produsse Outcast, regia di William A. Seiter e nel 1935 (ormai diventata Warner Bros.), la stessa casa produttrice lo rifece con il titolo The Girl from 10th Avenue. Il remake, diretto da Alfred E. Green, fu interpretato da Bette Davis e Ian Hunter.

## Trama
Geoffrey Sherwood, che è stato appena abbandonato dalla moglie Valentine, incontra Miriam, una senza casa, affamata e disperata. Lui la aiuta e i due iniziano ad amarsi. Ma Valentine torna a casa, nonostante il suo ritorno susciti l'ira del marito. Miriam, convinta che Geoffrey le preferisca la moglie, parte per il Sud America. Geoffrey, però, la segue e le impedisce di mettere in atto il suo progettato suicidio.

## Produzione
Il film fu prodotto dalla Famous Players-Lasky Corporation.

## Distribuzione
Il copyright del film, richiesto dalla Famous Players-Lasky Corp., fu registrato il 12 dicembre 1922 con il numero LP18502.
Distribuito dalla Paramount Pictures e dalla Famous Players-Lasky Corporation, il film - presentato da Adolph Zukor - uscì nelle sale cinematografiche degli Stati Uniti nel dicembre 1922.
Copia della pellicola viene conservata negli archivi della Cineteca Italiana.

## Versioni cinematografiche diOutcast
- Outcast, regia di Dell Henderson (1917) - con Anna Murdock e David Powell
- Crepuscolo d'amore (Outcast), regia di Chester Withey (1922) - con Elsie Ferguson e David Powell
- Outcast, regia di William A. Seiter (1928) - con Corinne Griffith e James Ford
- The Girl from 10th Avenue, regia di Alfred E. Green (1935) - con Bette Davis e Ian Hunter